# Hermannsreuth (Ebnath)
Hermannsreuth ist ein Gemeindeteil der Gemeinde Ebnath im oberpfälzischen Landkreis Tirschenreuth.

## Geografie
Das Dorf liegt auf der Gemarkung Ebnath im Südwesten des Fichtelgebirges auf einem waldlosen Höhenzug, der sich zwischen der Fichtelnaab im Norden und dessen rechtem Zufluss Goldbach im Süden erhebt. Hermannsreuth liegt eineinhalb Kilometer südwestlich von Ebnath.

## Geschichte
Die Bayerische Uraufnahme zeigt Hermannsreuth in den 1810er Jahren als ein Dorf, dessen etwas mehr als ein Dutzend Herdstellen sich in aufgelockerter Siedlungsweise um einen Dorfteich gruppieren. Seit dem Gemeindeedikt von 1818 gehört Hermannsreuth zur Ruralgemeinde Ebnath.
| Jahr          | 001824 | 001875 | 001885 | 001900 | 001925 | 001950 | 001961 | 001970 | 001987 |
| Einwohnerzahl | 75     | 68     | 70     | 67     | 71     | 72     | 75     | 74     | 48     |

## Baudenkmäler
In Hermannsreuth gibt es mit der am nördlichen Dorfrand stehenden Marienkapelle Hermannsreuth ein denkmalgeschütztes Bauwerk.